# Cyril Teste
Cyril Teste (né le 16 mars 1975 à Carpentras) est un homme de théâtre et metteur en scène français contemporain.

## Biographie
Cyril Teste étudie les arts plastiques à Avignon, puis suit des cours d’art dramatique à l’Ecole Régionale d’Acteur de Cannes.
Attiré par la mise en scène, il intègre le Conservatoire National Supérieur d’Art Dramatique de Paris. Il participe aux ateliers de George Aperghis (Hamlet-Machine de Heiner Müller) et d'Olivier Py (Au monde comme n’y étant pas).
En septembre 2000, il crée le Collectif MxM avec d'autres artistes (comédiens, créateur lumière, musicien et vidéaste) dont il est le metteur en scène. La particularité de leur travail réside dans le jeu entre l'artificiel et le vivant au travers de dispositifs associant images, lumière et son. Leurs premières pièces seront Alice Underground d’après Lewis Carroll et Anatomie Ajax d’après Sophocle.
Entre 2002 et 2005, il met en scène trois textes de Patrick Bouvet, Shot/Direct dans le cadre du Festival d'Avignon, 58e édition, ainsi que Paradiscount et (F)lux.
Il crée ensuite Electronic City de Falk Richter en 2007 dans le cadre du Festival Temps d'Images à la Ferme du Buisson, Scène Nationale de Marne-la-Vallée.
Il écrit plusieurs textes dramatiques dont notamment Reset qu'il met en scène à la Ferme du Buisson et au Théâtre Gérard-Philipe (Saint-Denis) en 2010, ainsi que SUN,, créé lors du 65e festival d'Avignon en juillet 2011.
Il poursuit sa collaboration avec des auteurs contemporains : Pour rire pour passer le temps de Sylvain Levey en 2010, Bedroom Eyes de Frédéric Vossier, Park (performance filmique) en 2012, Nobody, performance filmique d'après l'œuvre de Falk Richter et Tête Haute de Joël Jouanneau en 2013.
Ayant intimement lié dans son travail théâtre et vidéo, c'est tout naturellement qu'en parallèle il réalise des courts et longs métrages. Entre autres la mise en scène d'un court métrage pour Joël Jouanneau (Le Marin d’eau douce).
Par ailleurs, il enseigne depuis 2005 dans différentes écoles supérieures d’art dramatique en collaboration avec des professionnels du théâtre, universitaires et scientifiques.
Les projets qu'il a initié sont la plupart du temps axés autour de la transversalité entre des écoles supérieures d'horizons différents et des lieux de diffusions développant ainsi leur action sur un même territoire.
Ainsi, il a enseigné autour de projets réunissant des étudiants comédiens et d'autres spécialistes de l'image et du son dans les villes suivantes :
- Poitiers : École européenne supérieure de l'image, Conservatoire à Rayonnement Régional, Université et TAP.
- Marne la Vallée : IMAC-Marne la Vallée, École Nationale Supérieure des Arts Décoratifs, CRR de Noisiel et la Ferme du Buisson, Scène Nationale de Marne la Vallée.
- Nantes : DMA régie son et lumière du lycée Guist'hau, CRR, École Nationale Supérieure d'Architecture de Nantes, Théâtre Universitaire de Nantes et le Lieu Unique Scène Nationale de Nantes.
- Bucarest-Cluj-Napoca : Conservatoire Supérieur d’Art Dramatique et École Supérieure des Beaux Arts.
- Montpellier : Ensad Maison Louis Jouvet, Université Paul Valery III, ENSBAMA et le Printemps des Comédiens.
- Tourcoing : Enseigne en tant qu'artiste professeur invité au Fresnoy de Septembre 2014 à Juin 2015.

Depuis 2011, Cyril Teste et le Collectif MxM, travaillent sur le concept de performance filmique (tournage, montage, étalonnage et mixage en temps réel sous le regard du public).
Ils  mènent ainsi des laboratoires autour de la question du cinéma éphémère et de ses modes de représentation en public.
Il s’agit d’inventer une écriture théâtrale appuyée sur un dispositif cinématographique soumis à une charte précise :
LA CHARTE consiste à identifier ce qu’est la performance filmique :
- La performance filmique est une forme théâtrale, performative et cinématographique.
- La performance filmique doit être tournée, montée et réalisée en temps réel sous les yeux du public.
- La musique et le son doivent être mixés en temps réel.
- La performance filmique peut se tourner en décors naturels ou sur un plateau de théâtre, de tournage.
- La performance filmique doit être issue d’un texte théâtral ou d’une adaptation libre d’un texte théâtral.
- Les images préenregistrées ne doivent pas dépasser 5 minutes et sont uniquement utilisées pour des raisons pratiques à la performance filmique.
- Le temps du film correspond au temps du tournage.

Trois performances filmiques ont ainsi été créées à partir de cette charte : Patio en 2011, Park en 2012 et Nobody  en 2013.

## Comédien
- 1996 :	Menu Amer d'après Molière mise en scène Arnaud Bedouet, Théâtre de Nice.
- 1997 :	Le parti d'en rire de Karl Valentin et Daniil Harms mise en scène Catherine Marnas, La Passerelle Scène Nationale de Gap.
- 1997 : 	Roberto Zucco de Bernard-Marie Koltès mise en scène Béatrice Houplain, ERAC Cannes.
- 1997 :	Les Nègres de Jean Genet mise en scène Bernard Sobel, Théâtre de Gennevilliers.
- 1998 :	Quand l'écho nous parvient, on y répond d'Alexandre Soukhovo-Kobyline mise en scène Robert Cantarella, La Friche la Belle de Mai, Marseille.
- 2001 :	Au monde comme n'y étant pas d'Olivier Py mise en scène Olivier Py, Manufacture des œillets, Vitry sur Seine.
- 2002 :	Les fausse confidences de Marivaux mise en scène Alain Milianti, Le Volcan, Scène Nationale du Havre.
- 2003 : 	Le malade imaginaire de Molière mise en scène Claude Stratz, Comédie-Française.
- 2004 :	Quand j'avais 5 ans... d'Howard Buten mise en scène Lucie Tiberghien, Théâtre Jean Vilar, Suresnes.
- 2005 :	Shot/Direct de Patrick Bouvet mise en scène Cyril Teste, Festival Made In Cannes.
- 2010 :	Pour rire pour passer le temps de Sylvain Levey mise en scène Cyril Teste, Le Centquatre, Paris.

## Mises en scène
Théâtre
- 1999 : Hamlet Machine, de Heiner Müller, Création : CNSAD Paris.
- 2000 : Alice underground d'après Lewis Carroll, Création : CNSAD Paris, Tournée 2000-2001 : Festival Friction au Théâtre Dijon-Côte d'Or - Festival Scène ouverte, Cadillac.
- 2002 : Anatomie Ajax d’après Sophocle, Création : Institut Français de Meknès-Fès, Maroc, Tournée 2002-2004 : Casablanca, Tanger, Rabat (Maroc) - Théâtre de Châtillon.
- 2004 : Shot / Direct de Patrick Bouvet, Création : Festival d'Avignon, 58e édition, Tournée 2004-2005 : Montévidéo Marseille - Théâtre Garonne, Toulouse - Théâtre de Châtillon - Festival Court Toujours, Poitiers - Festival Berthier 05 au Théâtre de l'Odéon, Paris.
- 2004 : Paradiscount de Patrick Bouvet, Création : Festival Temps d'Images à la Ferme du Buisson, Scène Nationale de Marne-la-Vallée, Tournée 2004-2007 : Festival Temps d'Images Bucarest (Roumanie) et Montréal (Canada) - Institut Français de Barcelone (Espagne) - Festival Court Toujours, Poitiers - Festival Backstage, Comédie de Saint-Étienne - Le Carré des Jalles, Saint-Médard-en-Jalles - Festival Berthier 05 au Théâtre de l'Odéon, Paris.
- 2005 : (F)lux de Patrick Bouvet, Création : Festival Temps d'Images à La Ferme du Buisson, Scène Nationale de Marne-la-Vallée, Tournée 2005 : La Rose des Vents, Scène Nationale de Lille Métropole.
- 2006 : Peace de Falk Richter, Elèves de 3e année du CSAD de Montpellier, Création : CSAD de Montpellier.
- 2007 : Electronic City de Falk Richter, Création : Festival Temps d'Images à la Ferme du Buisson, Scène Nationale de Marne-la-Vallée, Tournée 2007-2011 : Théâtre Universitaire de Nantes - Le Carré des Jalles, Saint-Médard-en-Jalles - Scène Nationale 61, Alençon - Lieu Unique, Scène Nationale de Nantes - Théâtre Gérard-Philipe (Saint-Denis) - Théâtre Monfort, Paris - Festival Via au Manège, Scène Nationale de Maubeuge.
- 2008 : Romances de Cyril Teste, Elèves de 3e année du CSAD de Montpellier, Création : Festival Hybrides, Montpellier.
- 2008 : Nothing Hurts de Falk Richter, Étudiants des CRR de Nantes et de la Roche-sur-Yon, du DMA (Diplôme des Métiers Artistiques) régie lumière et son du lycée Guist’hau de Nantes et du département Scénographie de l’École nationale d’architecture de Nantes. Création : Théâtre Universitaire de Nantes - Lieu Unique, Scène Nationale de Nantes - Le Grand R, Scène Nationale de la Roche-sur-Yon
- 2009 : Point 0 du Collectif MxM, Création : Lieu Unique, Scène Nationale de Nantes.
- 2010 : Reset de Cyril Teste, Création : Théâtre Gérard-Philipe (Saint-Denis) et Ferme du Buisson, Scène Nationale de Marne la Vallée, Tournée 2010-2011 : TAP, Scène Nationale de Poitiers - Scène Nationale de Cavaillon - Comédie de Reims.
- 2010 : Pour rire pour passer le temps de Sylvain Levey, Création : Festival ActOral, Montévidéo Marseille, Tournée 2010-2014 : Centquatre, Paris - Festival Contre-Courant, Avignon - Festival Jours étranges au Nouveau théâtre d'Angers, Centre Dramatique National des Pays de la Loire - Festival Étrange cargo à la Ménagerie de Verre, Paris - Le Canal, Théâtre Intercommunal du Pays de Redon.
- 2011 : Patio, d'après On n'est pas là pour disparaitre d'Olivia Rosenthal, Étudiants du CRR de Montpellier, de l'EESI et de l'université de Poitiers, Création : Tap, Scène Nationale de Poitiers.
- 2011 : SUN de Cyril Teste, Création : Festival d'Avignon, 65e édition, Tournée 2011-2012 : Scène Nationale de Cavaillon - L'Onde, Théâtre et Centre d'Art de Vélizy-Villacoublay - Le Parvis, Scène Nationale de Tarbes-Pyrénées - Le Manège, Scène Nationale de Maubeuge - Le Carré-Les Colonnes, Scène Conventionnée de Saint-Médard-en-Jalles Blanquefort - 4 en partenariat avec le Théâtre de la Ville, Paris - Théâtre de la Renaissance, Scène Conventionnée d'Oullins Grand Lyon.
- 2012 : PARK, performance filmique, Création : ENSAD Montpellier.
- 2012 : Bedroom Eyes de Frédéric Vossier, Création : Centquatre-Paris en partenariat avec l'Ircam et la Comédie de Reims, Tournée 2013 : Festival Temps d'Images au Centquatre-Paris.
- 2012 : Diario Utopicó (fabuler, dit-il), Musique contemporaine et poésie sonore, Création : La Gaîté Lyrique, Paris, Tournée 2013 : Lieu Unique, Scène Nationale de Nantes.
- 2013 : Nobody d’après l'œuvre de Falk Richter, performance filmique, Création : Printemps des Comédiens, Montpellier.
- 2013 : Tête Haute de Joël Jouanneau, spectacle jeune public, Création : Théâtre Gérard-Philipe (Saint-Denis), Tournée 2013-2014.
- 2015 : Punk Rock de Simon Stephens. Création : Ecole du Nord & Théâtre du Nord - CDN de Lille. Tournée : Aquarium, Paris.
- 2015 : Nobody d’après l'œuvre de Falk Richter, performance filmique, Re-Création : Printemps des Comédiens, Montpellier. Tournée 2015-2017[8].
- 2016 : White Room de Alexandra Badéa. Création : Ecole & Comédie de St Etienne.
- 2016 : Ctrlx de Pauline Peyrade. Création: Poche à Genève. Tournée 2016 : Scène Nationale LUX de Valence. Tournée 2017-2018.
- 2017 : Festen de Thomas Vintenberg - Morgens Rukov, performance filmique, Création : Scène Nationale Bonlieu - Annecy. Tournée 2017-2018.
- 2018 : Opening Night, lecture de textes de Sei Shônagon, John Cromwell, John Cassavetes, Isabelle Adjani, Maria Callas, Anton Tchekhov, Rainer Maria Rilke, Jean Racine, mise en lecture, Le Quai à Angers, Villa Cavrois à Croix
- 2018 : Hamlet d'Ambroise Thomas, Opéra, Création, Opéra Comique, Paris
- 2019 : Opening Night, textes de John Cassavetes, Création au Théâtre National de Namur, Le Quai à Angers, Célestins, Scène Nationale Bonlieu Annecy, Théâtre des Bouffes du nord à Paris, Roma Europa- Tournée 2019-2020
- 2021 : La Mouette, d'Anton Tchekhov. Avec le collectif MxM. Tournée 2021-2022[9].
- 2021 : Fidelio, Ludwig van Beethoven, Opéra, création, Opéra-Comique, Paris
- 2023 : Salomé, Richard Strauss, Opéra, création, Wiener Staatsoper, Vienne
- 2024 : Sur l'autre rive, librement inspiré de Platonov de Anton Tchekhov, du 27 septembre au 13 octobre 2024 Théâtre des Amandiers Nanterre, du 08 au 16 novembre 2024 Théâtre du Rond Point, en tournée dans toute la France jusqu'en mars 2025

## Réalisations de longs métrages
- 2012 :         Park
- 2013 :         Nobody, film sélectionné lors de la 35e édition du Festival Cinémed (octobre 2013)
- 2014 :         Imago
- 2024 : Sur l'autre rive, avec la compagnie MxM, disponible sur arte.tv

## Réalisations de courts métrages
- 2001 :	Shoes on the Wood, court métrage d'animation, Paris.
- 2006 :	Le marin d’eau douce de Joël Jouanneau, Centre Dramatique de Bretagne, Lorient.
- 2007 :	Hamburger world, clip vidéo, Paris.
- 2009 :	Otomo, Tokyo / Paris / Nantes.
- 2009 :	Nos enfants nous font peur quand on les croise dans la rue de David Bobée, Théâtre de Gennevilliers.
- 2010 :	(E)nfant (M)ental State (S)arah (P)luie ,Étudiants de 3e année du CSAD Montpellier.

## Auteur
- 2002 :	Mars Ex-press
- 2004 :	Jour de colère
- 2007 :	Romances
- 2009 : 	Point 0
- 2010 :	Reset, Éditions ÖÖ, Marseille.
- 2011 : 	Sun, Éditions ÖÖ, Marseille.